# サタデースポーツ
『サタデースポーツ』は、1990年4月から2005年12月まで第1期として放送され、その後2011年4月から2022年3月まで第2期として放送されていたNHK総合テレビの土曜日のスポーツニュース番組。サンデースポーツの姉妹編とされている。

## 第1期
1989年度は月曜から土曜にスポーツタイムが放送されていたが、1990年春の改編でミッドナイトジャーナル開始に伴い平日の枠が撤廃。残された土曜日の枠をこの番組に移行した。
初年度のみ局名を冠した『NHKサタデースポーツ』というタイトルだったが、1991年度よりタイトルから局名を外して『サタデースポーツ』のみとなり、最終回に至る。2006年1月以降、土曜日のスポーツニュースはつながるテレビ@ヒューマンの1コーナーとして内包されていたが、2007年4月の番組改編により単独番組（『土曜スポーツタイム』）として復活した。

### 放送時間の変遷
- 1990年 4月 - 1991年 3月： 22:15 - 22:40
- 1991年 4月 - 1994年 3月： 22:30 - 23:00
- 1994年 4月 - 1996年 3月： 22:15 - 22:50
- 1996年 4月 - 1996年 9月： 22:30 - 23:00
- 1996年10月 - 2000年 3月： 22:15 - 22:50
- 2000年 4月 - 2004年 9月： 21:50 - 22:20
- 2004年10月 - 2005年12月： 21:52 - 22:20（NHKスペシャル等前番組の内容によっては時刻変更の場合あり）

### 歴代メイン司会者
| 期間      | 期間       | 司会者名    | 司会者名    |
| --------- | ---------- | ----------- | ----------- |
| 1990.4.7  | 1991.3.30  | 森中直樹    | 宮田佳代子◎ |
| 1991.4.6  | 1992.3.28  | 福島敦子    | 梨田昌孝○   |
| 1992.4.4  | 1993.4.3   | 福島敦子    | 吉田賢      |
| 1993.4.10 | 1994.4.2   | 西田善夫    | 斎藤英津子◎ |
| 1994.4.9  | 1995.4.1   | 青島健太◎   | 草野満代    |
| 1995.4.8  | 1997.1.25  | 松木安太郎○ | 草野満代    |
| 1997.2.1  | 1997.3.29  | 松木安太郎○ | 藤井康生    |
| 1997.4.5  | 2000.3.25  | 有働由美子  | 内山俊哉    |
| 2000.4.1  | 2002.3.30  | 有働由美子  | 泉浩司      |
| 2002.4.6  | 2005.12.17 | 堀尾正明    | 青山祐子    |

- 特に肩書きのない人物はNHKアナウンサー（福島は専属契約アナウンサー）。◎は外部キャスター、○はNHKスポーツ専属解説者。
- 梨田は大阪近鉄バファローズコーチ就任の為、草野はNHK退職の為いずれも年度途中で降板。
- 青島、松木以外のキャスターはいずれも『サンデースポーツ』を兼務。

### コメンテーター
アナウンサーがメインを担当するようになった1997年以後
- 早野宏史（サッカー：1997年4月 - 1998年末、2002年4月 - 2004年6月）
- 宮澤ミシェル（サッカー：2004年8月 - ）
- 井原正巳（サッカー：2003年 - 、主として日本代表関係の解説）

### ナレーター
- 竹下良則他（クレジットなし）
ニュース映像は原則としてナレーターが原稿を読んでいた

### 企画モノ
- サタデースポーツではサンデースポーツと同じように今注目されているスポーツ選手・チームやイベントを取り上げたミニ特集を放送してきたが、2005年度からはそれを「サタデーアイ」と題して放送する事になった。
- なお、2006年1月から一連の不祥事からの経営改善を図る番組大改正の一環としてこの時間帯にドラマ枠（22:00 - 22:58、1 - 2月は「氷壁」=井上靖作を6回）を設ける関係で、2005年12月17日放送を最後に終了。（スポーツニュースについては時間枠を「つながるテレビ@ヒューマン」（22:58 - 24:00）と、ドラマ枠の前・21:52 - 22:00に放送する前座プログラム「ニュース&速報スポーツ」に移動した）

## 第2期
2011年春の改編に伴う番組編成において、『土曜スポーツタイム』を3月で終了させ、4月より土曜夜のスポーツニュース枠に『サタデースポーツ』のタイトルを2005年以来6年ぶりに復活させることになった。
基本的な放送時間は『土曜スポーツタイム』より15分繰り上げられ、22:15 - 22:45に設定された。
この他まれにであるが、土曜特集第2部が、特に『NHKスペシャル』である場合を中心に22時までで終わる時があり、その兼ね合いで22:00 - 22:30に繰り上がる場合もある。また、ウィンブルドン選手権の決勝戦の週は通常番組は休止する代わりとして、テニスの試合開始前に10-15分程度のスポーツニュースを送る。この時はスタジオキャスター・あるいはレポーターのアナウンサーが1名担当する。五輪期間中も、その関係の中継などの関係で休止となる。
2013年度は土曜特集の規模が見直されるため、基本の枠を22:00 - 22:30とし、放送する内容（土曜ドラマ、NHKスペシャル、その他）によっては21：50-22：20など柔軟に時間編成を変えて放送する。2013年度は残りの22:50までの時間はスポーツのドキュメンタリー「ヒーローたちの名勝負」（基本20分。30分の場合もあるが、さらに余りがある場合ミニ番組など）を随時挿入して日曜を含め週末の22時台をスポーツゾーンと位置付けていた。
2015年度では、21時台に不定期で放送されていた『NHKスペシャル』が定期放送となり、これに付随して同枠でこれまで放送されていた『土曜ドラマ』が22:00 - 22:45に繰り下げになったため、当番組は23:00 - 23:30に1時間繰り下げとなった。またリアルタイム字幕放送を開始した（サンデーも同様）。
2016年度では、22時台に放送されていた『土曜ドラマ』が単発、ないしは短期集中型連続放送の不定期放送に戻り、『NHKスペシャル』と交互に放送することや、23時台が開発ゾーン（単発枠。NHK番組たまご参照）に移行することになったため、当番組では原則として『Nスペ』が放送される週は21:50-22:20、『土ドラ』の週は作品の尺により前者と同じか、または22:15-22:45の2パターンの編成（同例は上記2011・12年度にほぼ同じパターン）を基本とし、それ以外のスポーツ中継や特番が組まれる場合には放送する内容に応じて柔軟に時間編成を変えて放送する。
2018年度ではキャスターが1名体制となり、ストレートニュースのスタイルとなる。放送枠も10分縮小して21:50 - 22:10での放送となる。
2021年度からは放送枠を30分繰り下げ、22:20 - 22:40での放送となる。プロ野球速報パートでは、2020年度までは一部を除きランニングテーブル（イニングごとのスコア・責任投手、ホームラン打者）の表示があったが、2021年度からは簡略化され、試合のVTRの終わりのところで合計スコアと責任投手のみをスーパーインポーズで表示する程度にとどまった。

### 第2期の番組の終焉
2022年4月改編で、同年4月2日より『サタデーウオッチ9』が土曜日21時枠（20時55分 - 22時）で放送開始のため、本番組は『サタデーウオッチ9』と統合され同年3月26日をもって再び放送が終了し、再び土曜夜の単独スポーツニュース番組は放送撤退することとなった。

### 時間枠の拡大
なお、2011年5月14日・5月21日は特集「サタデースポーツスペシャル」として21:55からの50分枠で放送された。通常土曜日の単発枠第2部は21時から22時15分で編成されるが、この2回は「土曜ドラマ・チャレンジド・卒業」が21時55分までだった兼ね合いによるもの。また7月9日はなでしこジャパンの活躍ぶりを取り上げた特別編を通常と同じ22:15スタートだが1時間枠で放送された。
2012年5月5日も大型連休特集として22:55 - 23:40の45分拡大で行われた。
2013年9月7日には2020年夏季オリンピック開催地決定がなされる国際オリンピック委員会（IOC）総会を受けて、当日深夜24:05 - 29:50（9月8日0:05 - 5:50）のオールナイト特番「いよいよ決定!2020年五輪開催都市」と連動する形での特別篇として22:00 - 24:00の2時間に拡大し（ゲスト・有森裕子、三宅宏実他）、番組内でIOC総会の生中継（東京の最終プレゼンテーション）を交えて放送した。

### 出演

#### キャスター
特記無しはNHKアナウンサー
- 副島萌生（2018年4月 - 2022年3月） - 女性単独でキャスターとなるのは史上初。

（過去）
| 期間                                      | 期間      | キャスター | キャスター | レポーター |
| ----------------------------------------- | --------- | ---------- | ---------- | ---------- |
| 2011.4.2                                  | 2012.3.31 | 松尾剛     | 山岸舞彩   | 小宮山晃義 |
| 2012.4.7                                  | 2013.3.23 | 松尾剛     | 山岸舞彩   | 酒井博司   |
| 2013.3.30                                 | 2015.3.28 | 松尾剛     | 杉浦友紀   |            |
| 2015.4.4                                  | 2017.3.25 | 一橋忠之   | 杉浦友紀   |            |
| 2017.4.1                                  | 2018.3.24 | 酒匂飛翔   | 杉浦友紀   |            |
| 2018.4.7                                  | 2022.3.26 | 副島萌生   | 副島萌生   |            |
| - 山岸以外、全員NHKアナウンサー（当時）。 |           |            |            |            |

#### ナレーター
（第1期同様原則としてニュース映像部分はナレーターが原稿を読む　放送ではノンクレジット）
- トビー上原（2018年4月 - ）
- 吉江まりも（2018年4月 - ）

過去
- 磯部弘
- 湯本久美
- 山形美房（フリー）他

#### コメンテーター
本番組では不定期でNHKプロ野球、Jリーグ解説者を中心にゲストコメンテーターとして迎え解説を行う
NHK野球解説者
- 伊東勤
- 小早川毅彦
- 武田一浩
- 佐野慈紀（BS1の大リーグ中継ゲスト解説者）

NHKサッカー解説者
- 長谷川健太
- 山本昌邦

外部コメンテーター
- 生島淳（スポーツライター・ジャーナリスト。2011年4月30日出演　これは氏の出身地・宮城県を本拠とする東北楽天ゴールデンイーグルスのKスタ宮城開幕に寄せての特集で出演したもの）
- 桑田真澄（スポーツ報知評論家・日本テレビ放送網ゲスト解説者　2011年5月21日）
- 池田浩美（元サッカー女子日本代表 2011年7月9日出演　なでしこジャパン特集）
- 八木沼純子（フィギュアスケーター　2011年11月 NHK杯国際フィギュアスケート競技大会の特集）
- 豊田陽平（サガン鳥栖　2014年6月14日　2014 FIFAワールドカップ「日本対コートジボワール」戦に寄せてのゲスト）

### レポーター取材コーナー
毎週、取材レポーター（2011年度・小宮山、2012年度・酒井）は全国各地で行われる注目のスポーツイベントを取材し、その取材レポートと、現地（週によっては東京のスタジオ）から取材後記を述べるコーナーがあった。スタジオゲストがある場合放送しない場合もあるが、2011年後期以後はほぼ毎週レポーターもスタジオの進行に参加することが多かった。

#### ＋1
2015年度の「一橋・杉浦シリーズ」で登場したもの。その日キャスターが自ら取材した試合の勝敗を分けたポイントを、彼らの視点でより奥深く解説する。

### テーマ曲
- 野崎良太「Walk on」（2011年4月 - 2013年3月23日）
- 菅野祐悟（2013年3月30日 - ）